# Fluoreszenz-Lebenszeit-Korrelations-Spektroskopie
Fluoreszenz-Lebenszeit-Korrelations-Spektroskopie (englisch fluorescence lifetime correlation spectroscopy, FLCS) kombiniert die zeitkorrelierte Einzelphotonenzählung (engl. time-correlated single photon counting, TCSPC) mit der klassischen Fluoreszenz-Korrelations-Spektroskopie (engl. fluorescence correlation spectroscopy, FCS).
Bei dieser Methode wird die zeitaufgelöste (Pikosekunden-Bereich) Detektion der Fluoreszenz dazu benutzt, den Beitrag unterschiedlicher Vorgänge zum Messsignal zu separieren (z. B. unterschiedliche Lebensdauer verschiedener Farbstoffe oder Trennung von Afterpulsing (dt. ‚Nachpulsieren‘) oder Dunkelrauschen des Detektors vom eigentlichen Messsignal). Die Methode basiert dabei auf der Annahme, dass die unterschiedlichen Emissionsvorgänge unterschiedliche Abklingzeiten und somit unterschiedliche TCSPC-Histogramme besitzen, wodurch die einzelnen Intensitätsanteile durch Gewichtung statistisch voneinander getrennt werden können.
Im Gegensatz zur klassischen FCS ist die Voraussetzung für die FLCS eine gepulste Anregung (Pulse im Pikosekunden-Bereich) und die simultane Messung der Ankunftszeiten der Photonen auf zwei Zeitskalen (mit Pikosekunden-Genauigkeit relativ zum Anregungspuls und mit Nanosekunden-Genauigkeit relativ zum Start der Messung).
Dies wird beispielsweise in der Biophysik zur Bestimmung von Protein-Protein-Interaktionen verwendet.